# ZB-500SzM
ZB-500SzM (ros. ЗБ-500ШМ) – radziecka bomba zapalająca zawierająca 260 kg napalmu. Bomba ZB-500SzM przeznaczona jest do niszczenia celów powierzchniowych i dlatego w odróżnieniu od bomb ZAB nie ma grubościennej głowicy. Rozrzucenie mieszaniny zapalającej następuje głównie pod wpływem uderzenia bomby o ziemię.